# Piper subconcinnum
Piper subconcinnum är en pepparväxtart som beskrevs av C. Dc.. Piper subconcinnum ingår i släktet Piper och familjen pepparväxter. Inga underarter finns listade i Catalogue of Life.